# Julio Hernán Rossi
Julio Hernán Rossi (Buenos Aires, 22 februari 1977) is een voormalig Argentijns voetballer.

## Carrière
Julio Hernán Rossi speelde tussen 1995 en 2010 voor River Plate, Avispa Fukuoka, Lugano, Basel, Nantes en Neuchâtel Xamax.